# Hardcore Justice (2013)
 (décembre 2013).
L'édition 2013 de Hardcore Justice est une manifestation de catch (lutte professionnelle) télédiffusée et visible pour la première fois en direct sur la chaine Spike TV. Habituellement, Hardcore Justice est un PPV disponible uniquement en paiement à la séance. L'événement, produit par la Total Nonstop Action Wrestling, s'est déroulé le 15 août 2013 à la Constant Center à Norfolk en Virginie aux États-Unis. Il s'agit de la quatrième édition de Hardcore Justice.

## Contexte
Les spectacles de la Total Nonstop Action Wrestling en paiement à la séance sont constitués de matchs aux résultats prédéterminés par les scénaristes de la TNA. Ces rencontres sont justifiées par des storylines - une rivalité avec un catcheur, la plupart du temps - ou par des qualifications survenues dans les émissions de la TNA telles que Impact Wrestling et Xplosion. Tous les catcheurs possèdent un gimmick, c'est-à-dire qu'ils incarnent un personnage face (gentil) ou heel (méchant), qui évolue au fil des rencontres. Un pay-per-view comme Hardcore Justice est donc un évènement tournant pour les différentes storylines en cours.

## Matchs de la soirée
| #                                                                | Match | Stipulation                                             | Durée |
| ---------------------------------------------------------------- | --- | ------------------------------------------------------- | ----- |
| Partie 1                                                         | |                                                         |       |
| Dark                                                             | Christopher Daniels bat Hermandez | Match simple                                            | 8:31  |
| 1                                                                | Kazarian bat A.J Styles, Austin Aries et Jeff Hardy                                                                                          | Ladder Match pour les Bound for Glory Series.           | 17:41 |
| 2                                                                | ODB bat Gail Kim et Mickie James | Triple Threat Hardcore Match                            | 6:46  |
| 3                                                                | Bobby Roode bat Magnus, Mr. Anderson et Samoa Joe                                                                                            | Tables Match pour les Bound for Glory Series.           | 10:21 |
| 4                                                                | Bully Ray bat Chris Sabin (c) | Match simple pour le TNA World Heavyweight Championship | 18:23 |
| Partie 2                                                         | |                                                         |       |
| 5                                                                | Bobby Roode et Kazarian battent Gunner et James Storm                                                                                        | Tag Team Match                                          | 9:37  |
| 6                                                                | Manik bat Sonjay Dutt | Simple Match                                            | 4:28  |
| 7                                                                | Joseph Park bat Christopher Daniels, Hernandez et Jay Bradley                                                                                | Street Fight Match pour les Bound for Glory Series.     | 12:04 |
| 8                                                                | Main Event Mafia (Magnus, Rampage Jackson, Sting) et A.J Styles vs. Aces & Eights (Devon, Garett Bischoff, Knux, Mr. Anderson et Wes Brisco) | Loser of the Fall Must Leave TNA Match                  | 16:45 |
| (c) désigne le(s) champion(s) défendant son titre dans le match. | |                                                         |       |